# Місце творення приголосного

Місця творення приголосних (пасивні і активні):
1. Зовнішньогубні
2. Внутрішньогубні
3. Зубні
4. Ясенні
5. Заясенні
6. Передньопіднебінні
7. Середньопіднебінні
8. Задньопіднебінні
9. Язичкові
10. Глоткові
11. Гортанні
12. Надгортанні
13. Радикальні (коренем язика)
14. Задньоязикові
15. Середньоязикові
16. Ламінальні (передньою спинкою язика)
17. Апікальні (кінчиком язика)
18. Субапікальні

Місце творення приголосного — точка, де між активним і пасивним артикулятором створюється перепона на шляху видихуваного повітря. Разом зі способом творення й фонацією надає приголосному його особливе звучання. Визначається за активним і пасивним артикулятором. Виділяють п'ять основних активних артикуляторів: губи (губні приголосні), рухлива передня частина язика (передньоязикові приголосні), тіло язика (дорсальні приголосні), корінь язика разом з надгортанником (радикальні приголосні) і гортань (гортанні приголосні). Ці артикулятори можуть діяти одночасно незалежно одне від одного, що називається коартикуляцією.

## Назва
- Місце творення приголосного (англ. place of articulation)
- Місце артикуляції приголосного (англ. place of articulation)
- Точка творення приголосного (англ. point of articulation)
- Точка артикуляції приголосного (англ. point of articulation)

## Перелік місць, де може бути перепона
- Губно-губне (bilabial) — між губами
- Губно-зубне (labiodental) — між нижньою губою й верхніми зубами
- Зубно-губне: між верхньою губою й нижніми зубами
- Язиково-губне: між передньою частиною язика й верхньою губою
- Зубне: між передньою частиною язика й верхніми зубами
- Ясенне (alveolar) — між передньою частиною язика й ясенним бугорком
- Заясенне (post-alveolar) — за ясенним бугорком, між передньою частиною язика й передньою частиною твердого піднебіння.
  - Ясенно-твердопіднебінне (alveolo-palatal) — передня частина язика позаду ясенного бугорка, а середня частина язика піднімається до твердого піднебіння.
  - Піднебінно-ясенне (palato-alveolar) — передня частина язика позаду ясенного бугорка, а кінчик язика піднімається до твердого піднебіння.
  - Ретрофлексне (retroflex) — кінчик язика загинається вгору до твердого піднебіння.
- Твердопіднебінне: між середньою частиною язика й твердим піднебінням
- М'якопіднебінне: між задньою частиною язика й м'яким піднебінням
- Язичкове: між задньою частиною язика і язичком

(Усі попередні можуть бути назалізовані і більшість може бути боковими.)
- Фарингальне: між коренем язика й задньою частиною глотки
- Надгортанно-фарингальне: між надгортанником й задньою частиною глотки
- Надгортанне
- Гортанне: у гортані

## Коартикуляція
У деяких мовах є приголосні що мають одночасно два місця творення, вони називаються коартикульованими. Коли вони подвійно артикульовані, артикулятори повинні мати можливість рухатися незалежно, а тому може бути лише одне місце творення у кожній з таких категорій: губні, передньоязикові, дорсальні, радикальні. (Гортань керує фонацією, і інколи повітряним потоком, а тому не вважається артикулятором.)
Частіше другорядна артикуляція має апроксимантну природу, тоді артикуляції можуть бути подібними, наприклад можливі огублені губні й под.
Серед поширених додаткових артикуляцій:
- Огублення
- Палаталізація
- Веляризація
- Фарингалізація
- Подвійно артикульовані зімкнення: зімкнення, що утворюються одночасно з іншим, наприклад губно-м'якопіднебінний [k͡p], що зустрічається в Західній і Центральній Африці.